# Vzpomínkové akce na bitvu u Slavkova

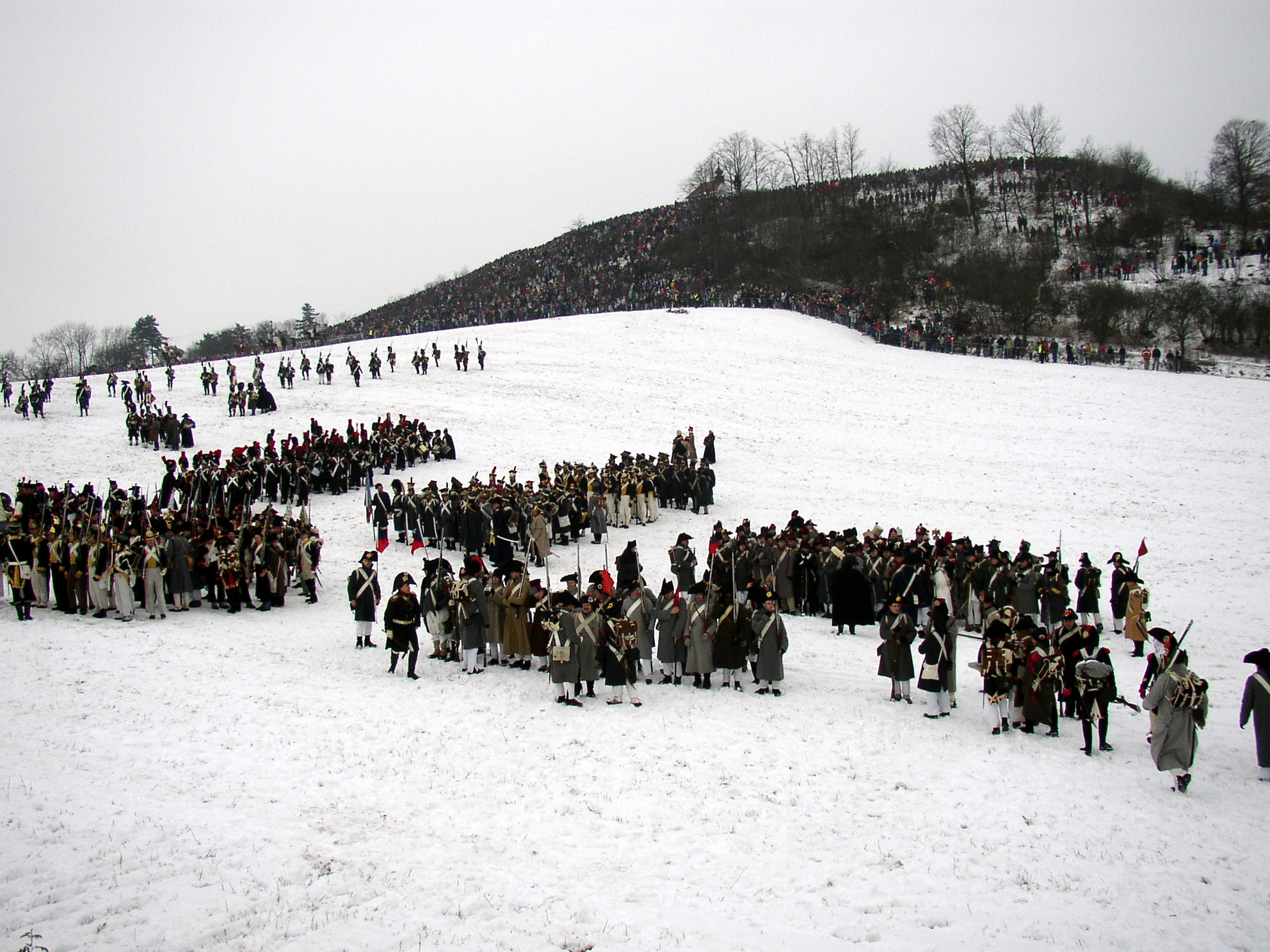
Bitevní rekonstrukce u Tvarožné při 200. výročí bitvy 3. prosince 2005

Vzpomínkové akce na bitvu u Slavkova jsou různé pietní, kulturní, společenské, vzdělávací a další události, které se konaly či konají na slavkovském bojišti, případně i jinde, a vztahují se k bitvě u Slavkova. Ta proběhla mezi Brnem a Slavkovem 2. prosince 1805 a drtivě v ní zvítězila francouzská armáda císaře Napoleona I. nad spojenými vojsky ruského cara Alexandra I. a rakouského císaře Františka I., čímž prakticky skončila válka třetí koalice. 
Střetnutí, díky osobní účasti všech tří panovníků na bojišti nazývané též bitva tří císařů, je považováno za jedno z nejvýznamnějších v napoleonských válkách a jedno z nejslavnějších na českém, resp. moravském území, současně zanechalo krvavé následky nejen v bojujících armádách, ale i na civilním obyvatelstvu a místní krajině. Vyvolalo tak též mnoho soucitu a pietních vzpomínek. Na bojišti byly uchovávány připomínky bitvy včetně více než 20 (zdokumentovaných) hromadných hrobů a nově vznikaly pomníky, z nichž patrně nejznámější je první evropský mírový památník Mohyla míru (1912). V různé formě byla a jsou též připomínána zejména „kulatá“ výročí bitvy, ale také výročí Napoleonova narození či úmrtí a jiné související příležitosti. 

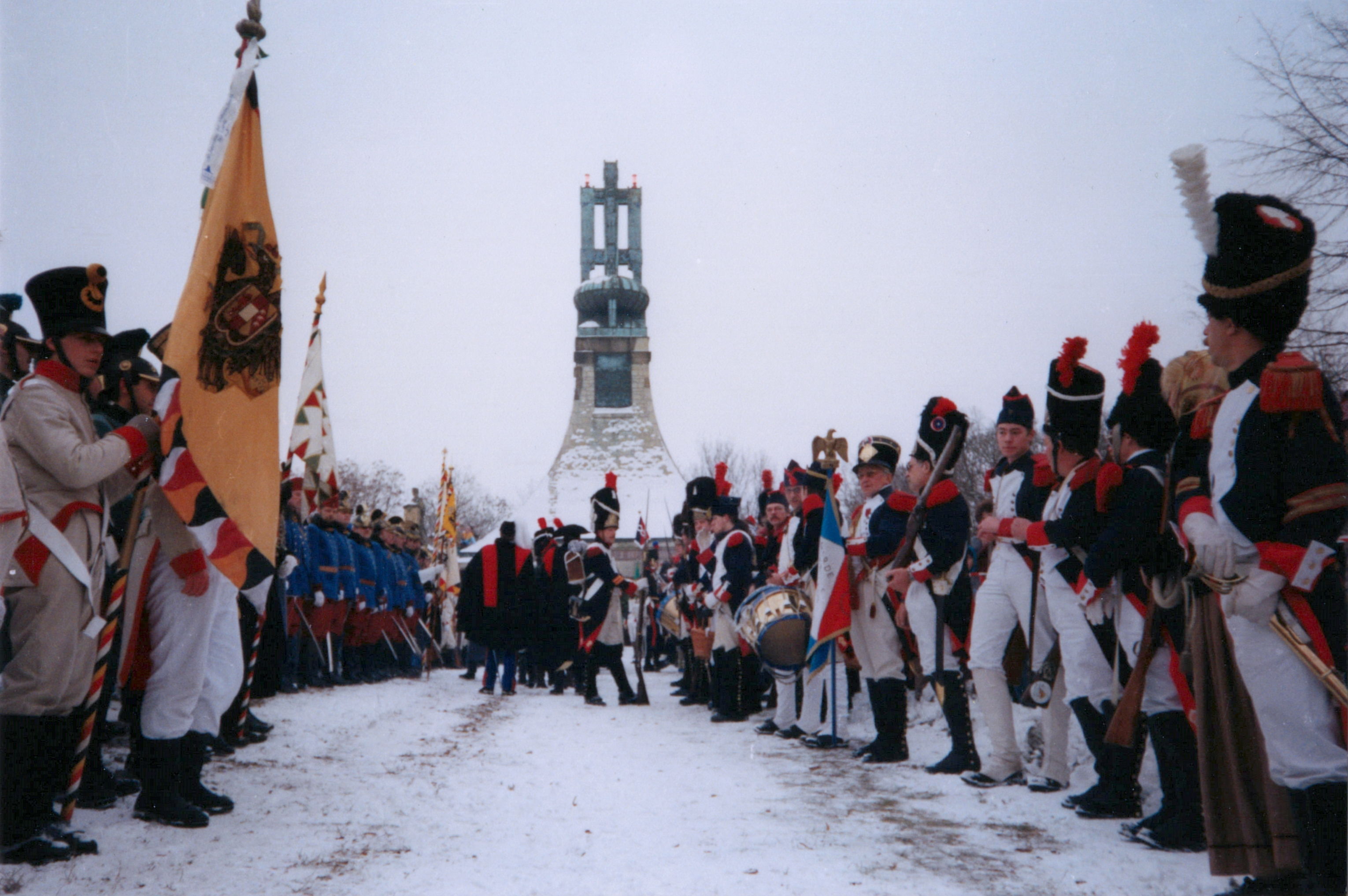
Pietní akt u Mohyly míru při 188. výročí bitvy 28. listopadu 1993

Významný rozkvět tyto akce zaznamenaly v éře první republiky – již sté výročí bitvy roku 1905 sice podnítilo zájem vrcholící výstavbou Mohyly míru, ten však záhy přerušila první světová válka, až po jejím skončení a vzniku Československa tak i díky dobrým diplomatickým vztahům s Francií a silnému profrancouzskému cítění byl ve 30. letech 20. století vystavěn další významný památník na Žuráni a ve Slavkově proběhly dva ročníky Napoleonských her. V důsledku druhé světové války však začal být Napoleon přirovnáván k Hitlerovi, a tak se staly připomínky jeho vítězství spíše nechtěné. K postupnému oživování od poloviny 60. let přispěly opakované návštěvy „poutníka míru“ Norberta Brassina z belgického Waterloo a postupné zakládání klubů (přátel) vojenské historie. 

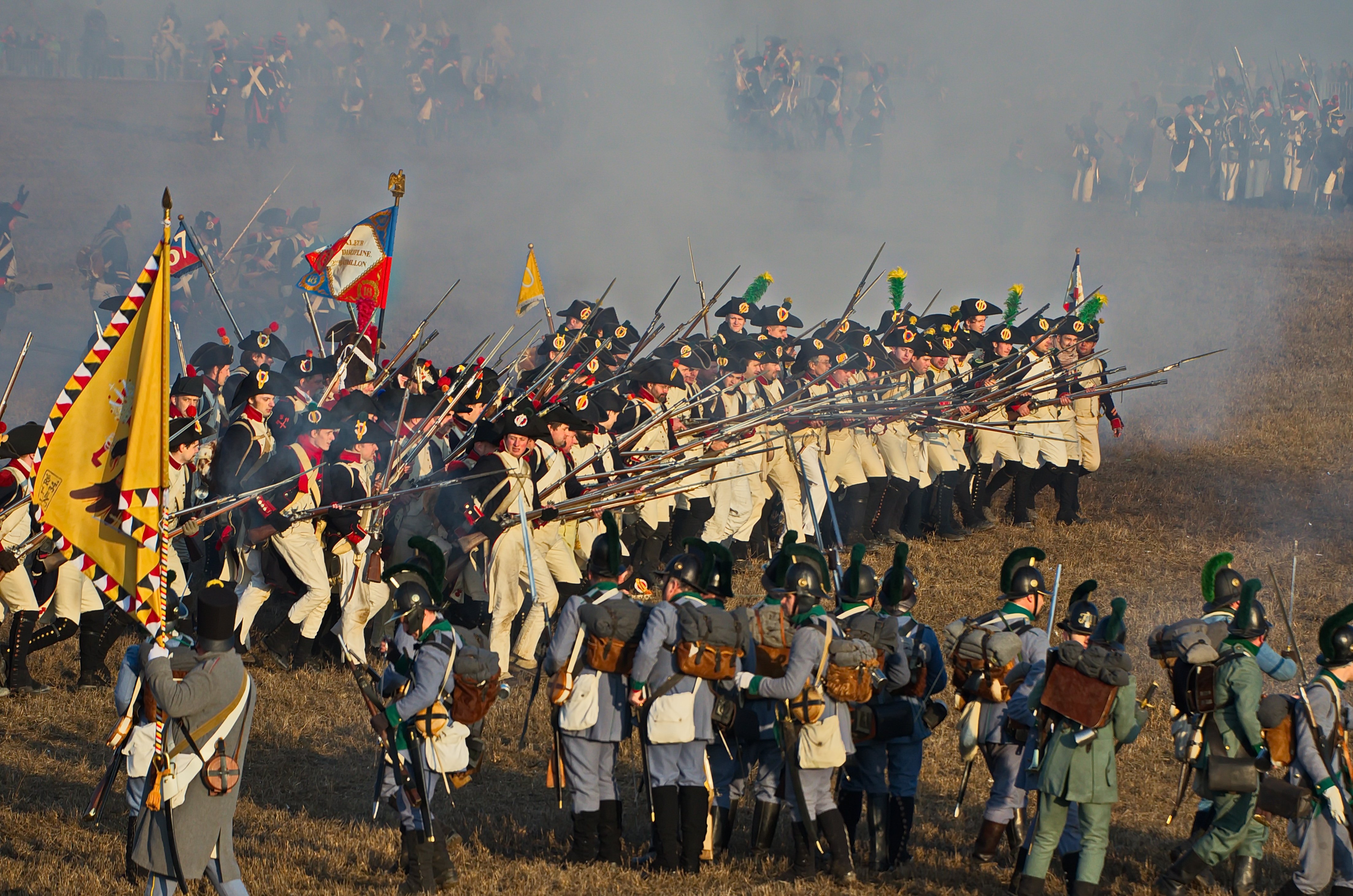
Bitevní rekonstrukce u Tvarožné při 210. výročí 5. prosince 2015

Po listopadu 1989 došlo k uvolnění poměrů a rozvoji cestovního ruchu, přičemž výroční vzpomínkové akce vykrystalizovaly do tradičního (nejméně) třídenního modelu zahrnujícího základní osu:
- páteční zažehnutí tzv. Jiříkovských ohňů na Žuráni, které připomínají legendu spjatou s předvečerem bitvy,
- sobotní bitevní rekonstrukce na poli pod kopcem Santonem u Tvarožné a
- nedělní pietní akt u Mohyly míru na Prateckém kopci.

K tomu se koná i řada dalších souvisejících více či méně pravidelných akcí, např. připomínky Napoleonova příchodu do Brna (20. listopadu) v brněnských Denisových sadech, připomínky těsně předcházejícího bojového střetnutí ve Vyškově (28. listopadu), případně jako letní protiváha tzv. Napoleonský den či Napoleonské dny ve Slavkově u příležitosti císařových narozenin (15. srpna).

## Vývoj

### 19. století

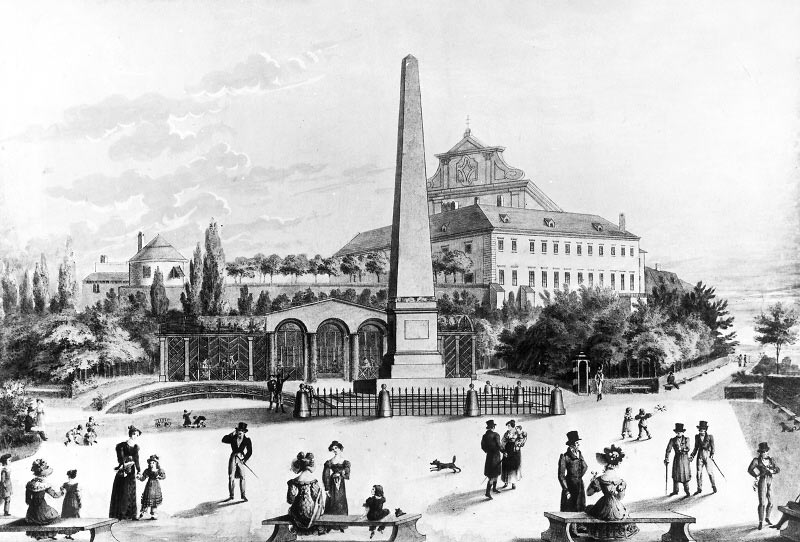
Obelisk v Denisových sadech v Brně roku 1820

Mnoho vojáků i civilistů zemřelo v bitvě samotné, bezprostředně po ní na následky zranění nejen přímo na bojišti, ale i v blízkém či vzdálenějším okolí, kam byli odvezeni. Také v delším časovém horizontu se hromadily oběti v důsledku epidemií a těžkých životních podmínek následujících po bitvě. Jako první tedy projevovali pietu pozůstalí, příbuzní a místní obyvatelé v oblasti mezi Brnem a Slavkovem, kteří umisťovali zprvu dřevěné a později kamenné či železné kříže a pomníky. Ve 30. letech bylo na bojišti asi 20–22 zdokumentovaných hromadných hrobů, během 2. světové války však tato dokumentace vzala za své. Některé z hrobů byly v průběhu 19. století exhumovány a ostatky přeneseny jinam, takto vzniklo např. pohřebiště zvané Krchůvek na Zlaté hoře nad Křenovicemi při budování silnice Křenovice–Prace.
V Brně v Denisových sadech byl v říjnu 1818 vztyčen obelisk upomínající na konec napoleonských válek. Území bitvy v roce 1833 navštívili představitelé habsburské dynastie a aristokracie, v září 1862 pak i císař František Josef I. a v červnu 1871 korunní princ Rudolf. Po návštěvě francouzského historika a pozdějšího prezidenta Adolpha Thierse na bojišti byla roku 1863 obnovena kaple sv. Antonína Paduánského na kopci nad Újezdem. Prusko-rakouská válka roku 1866 a její veteráni v monarchii oživili zájem o válečné oběti, jejich spolky se angažovaly v budování pomníků a připomínkových aktivitách také ve vztahu k napoleonským válkám a slavkovské bitvě. V květnu 1900 byla na průčelí Janova dvora u Násedlovic umístěna pamětní deska připomínající vyjednávání rakouského s francouzským císařem u Spáleného mlýna bezprostředně po bitvě.

### Sté výročí 1905

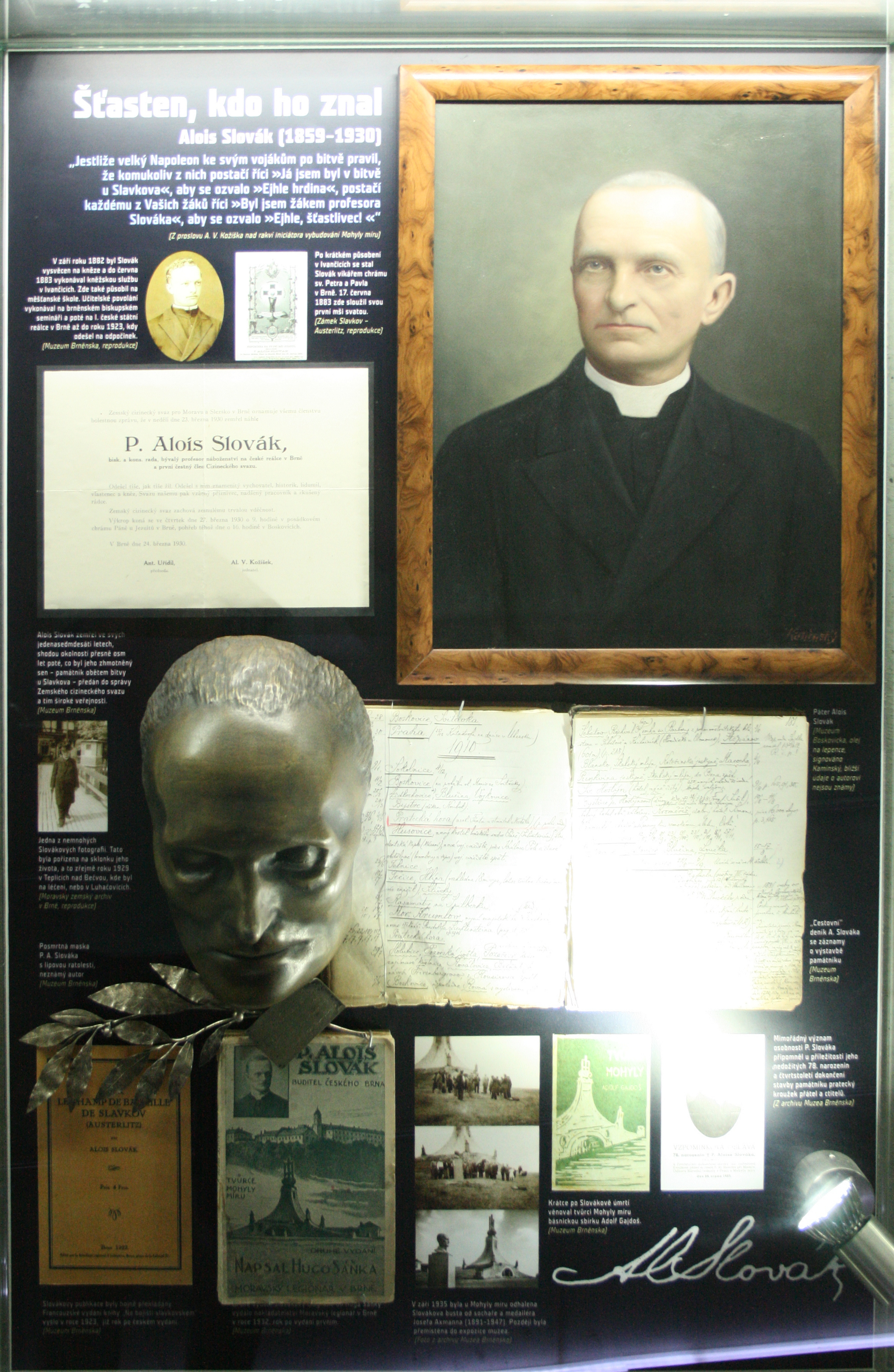
Výstavní panel o Aloisi Slovákovi a vzniku Mohyly míru v tamní expozici

V Sokolnicích vznikl roku 1899 Komitét pro zřízení pomníku na bojišti slavkovském. Jeho iniciátorem a předsedou byl brněnský kněz Alois Slovák, který již dva roky předtím publikoval spisek věnovaný bitvě. Úsilí bylo směřováno k dokončení památníku v roce stého výročí, postup však byl pomalejší: teprve v říjnu 1909 dodal architekt Josef Fanta návrhy a samotná výstavba Mohyly míru proběhla v letech 1910–1912. Následovaly spory o vysvěcení tamní kaple, které přerušila světová válka, takže místo plánovaného srpna 1914 došlo k předání památníku veřejnosti až v březnu 1923, o dva roky později byl v sousedství otevřen i muzejní pavilon s restaurací.
Mezitím tedy v roce 1905 proběhly připomínky stého výročí v obcích u Slavkova zapálením velkých vater a sloužením zádušních mší za padlé a např. v Blažovicích proběhla v září výstavka předmětů nalezených na bojišti. V Bratislavě byla u příležitosti 100. výročí uzavření míru, který po bitvě u Slavkova ukončil válku třetí koalice, odhalena pamětní deska v průjezdu primaciálního paláce.

### Třicátá léta
V červenci 1930 byl jako ohlas na návštěvu francouzského maršála Francheta d'Esprey z roku 1927 odhalen na Žuráni žulový památník za přítomnosti ministra národní obrany a dalších potentátů. Úsilím Aloise Slováka rostlo povědomí o slavkovské bitvě i zájem o pořádání různých připomínkových akcí. Po jeho smrti v březnu 1930 se stal hybatelem dění na bojišti jeho dřívější spolupracovník Jaroslav Gregor, který kolem sebe shromáždil skupinu mladých nadšenců.
V srpnu 1930 byl založen spolek, jehož zásluhou v červnu a červenci 1931 na slavkovském zámku, který tehdy vlastnil velkostatkář Josef Pálffy, proběhla Krajinská a napoleonská výstava jako připomínka (dodatečně) 125. výročí bitvy a 110. výročí Napoleonova úmrtí. V závěru výstavy 19. července se uskutečnilo v zámeckém parku za účasti příslušníků armády velkolepě pojaté scénické představení evokující nejvýznamnější epizody slavkovské bitvy, jež se stalo přímým podnětem k oživení napoleonských tradic. Výstava samotná, kterou v krátké době navštívilo přes 70 tisíc zájemců (a 5. července též prezident Masaryk), dala také bezprostřední podnět pro vznik Napoleonského muzea a knihovny ve Slavkově v říjnu 1932, neboť řada shromážděných exponátů zde zůstala a byla svěřena Klubu přátel Francie, jenž vznikl počátkem roku 1932.

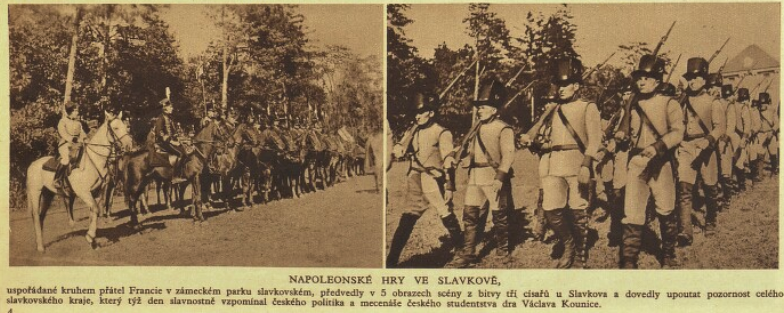
Napoleonské hry v časopise Letem světem z 19. září 1933

Úspěch napoleonské výstavy vedl představitele města Slavkova k myšlence opakovat akce podobného charakteru. Dne 10. září 1933 se uskutečnily Napoleonské hry ve formě masového venkovního divadla v zámeckém parku za účasti asi 550 účinkujících z řad místních ochotníků, příslušníků československé armády i členů souboru Zemského divadla v Brně – v Napoleonově roli vystoupil a představení režíroval Otto Čermák. Historické oděvy byly vypůjčeny z Prahy, Paříži i Vídně, z valtického zámku pak kočár císaře Františka, program zakončený ohňostrojem natáčela filmová společnost Legiafilm. Událost pod záštitou francouzského velvyslance Léona Noela sledovalo 20 tisíc diváků.
O dva roky později, 15. června 1935, byly uspořádány II. Napoleonské hry na stejném místě a v podobném duchu, tentokrát pod záštitou ministra zahraničních věcí Edvarda Beneše a ministra národní obrany Bohumíra Bradáče i francouzských velvyslanců v Československu a Polsku. V programu podle scénáře Jaroslava Gregora účinkovalo již na 800 osob v historických uniformách a lidových krojích, Napoleona zosobnil herec Národního divadla v Praze Bedřich Karen. Program přímým přenosem vysílal Československý rozhlas, vznikl z něj film a byla vydána publikace.

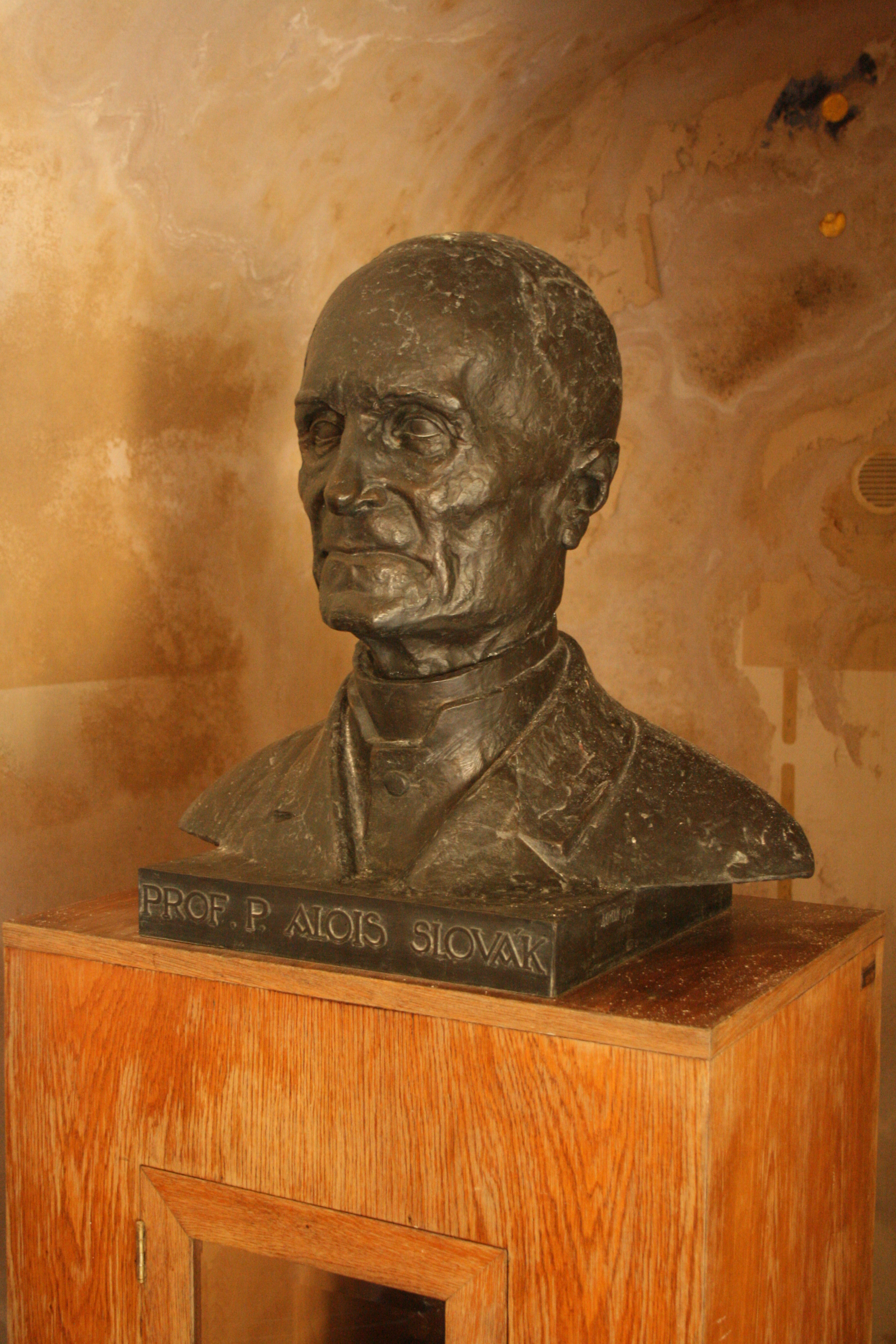
Busta Aloise Slováka v interiéru Mohyly míru

Mezitím v Brně vznikla roku 1934 Napoleonská společnost a spolu se slavkovským Klubem přátel Francie uspořádala 1. prosince téhož roku u Mohyly míru a v obci Prace vzpomínkovou slavnost s recitacemi a přednáškami, vojenskou hudbou a slavnostním nasvícením památníku. Přítomno bylo 20 tisíc návštěvníků. Na podzim 1935 byly dokončeny parkové úpravy kolem Mohyly míru a 28. září byly do jejího ossaria uloženy kosterní pozůstatky padlých z roku 1805 nalezené na bojišti, současně zde byl odhalen pomníček Aloisi Slovákovi v podobě jeho busty od sochaře Josefa Axmana. Akce se zúčastnil francouzský konzul, hrála vojenská hudba a byla odsloužena zádušní mše. Do války pak proběhlo ještě jedno uložení ostatků v roce 1939.
Rok 1936 s těžištěm od poloviny května do konce června byl zasvěcen (zpětně) 130. výročí bitvy a velkolepé propagační akci probíhající v Praze, Brně i na slavkovském bojišti. Výstavy s napoleonskou tematikou se uskutečňovaly v řadě pražských muzeí, v Brně, na Staré pozořické poště i na slavkovském zámku, konaly se vycházky i zájezdy na místa související s bitvou i na jiná československá napoleonská bojiště. V srpnu 1937 se zásluhou Jaroslava Gregora uskutečnily také III. Napoleonské hry, tentokrát ovšem ve Znojmě a se zaměřením na rok 1809.
V roce 1938 byla plánována řada výročních akcí, která se však vzhledem k vyostřující se mezinárodní situaci neuskutečnila. Klub přátel Francie se rozpustil, slavkovský zámek v říjnu 1938 obsadila československá armáda (později vystřídaná německým wehrmachtem) a muzejní exponáty byly uloženy v bednách na radnici. V červnu 1939 zanikla také brněnská Napoleonská společnost.

### Poválečné období
Správci Mohyly míru v roce 1944 vzhledem k blížící se frontě památník uzavřeli a v březnu 1945 ukryli většinu cenných předmětů, zatímco německá armáda již od začátku roku budovala v okolí opevnění. O Pratecký kopec se 24. dubna vedly urputné boje, budova památníku byla značně poškozena a ztratila se i řada exponátů. Již v roce 1945 byla Mohyla míru opravena, i když si těžká poškození vyžádala částečnou přestavbu, a ještě třikrát do roku 1955 pak proběhlo uložení ostatků do jejího ossaria.
Bezprostředně po skončení druhé světové války situace připomínkám slavkovské bitvy příliš nepřála, Napoleon byl politickou reprezentací přirovnáván k Hitlerovi a veřejné vystupování se zbraněmi, byť těmi historickými či jejich replikami, bylo nežádoucí. Slavkovský zámek převzala v roce 1948 Národní kulturní komise, byly zde umístěny úřady a internát, z radnice se sem přesunula knihovna. V Praze vznikl Kroužek přátel Slavkova a jeho vydatné sběratelské úsilí a spolupráce s místními vyvrcholily otevřením Napoleonské expozice na zámku 18. září 1949. V polovině padesátých let byl zámek opraven a muzeum získalo 30 místností ve druhém patře, od roku 1955 jej coby Okresní vlastivědné muzeum řídila Dagmar Šaurová.

### Šedesátá léta
Při reformě v roce 1960 zanikl slavkovský okres a muzeum od okresní správy převzalo město. Pozořický rodák František Neužil se stal ředitelem vyškovského okresního archivu se sídlem na slavkovském zámku. Vzniklo také Okresní muzeum Brno-venkov, jež převzalo správu Mohyly míru. Odbor kultury Okresního národního výboru Brno-venkov sestavil téhož roku v rámci soupisu památek seznam 20 památek označených jako napoleonské.

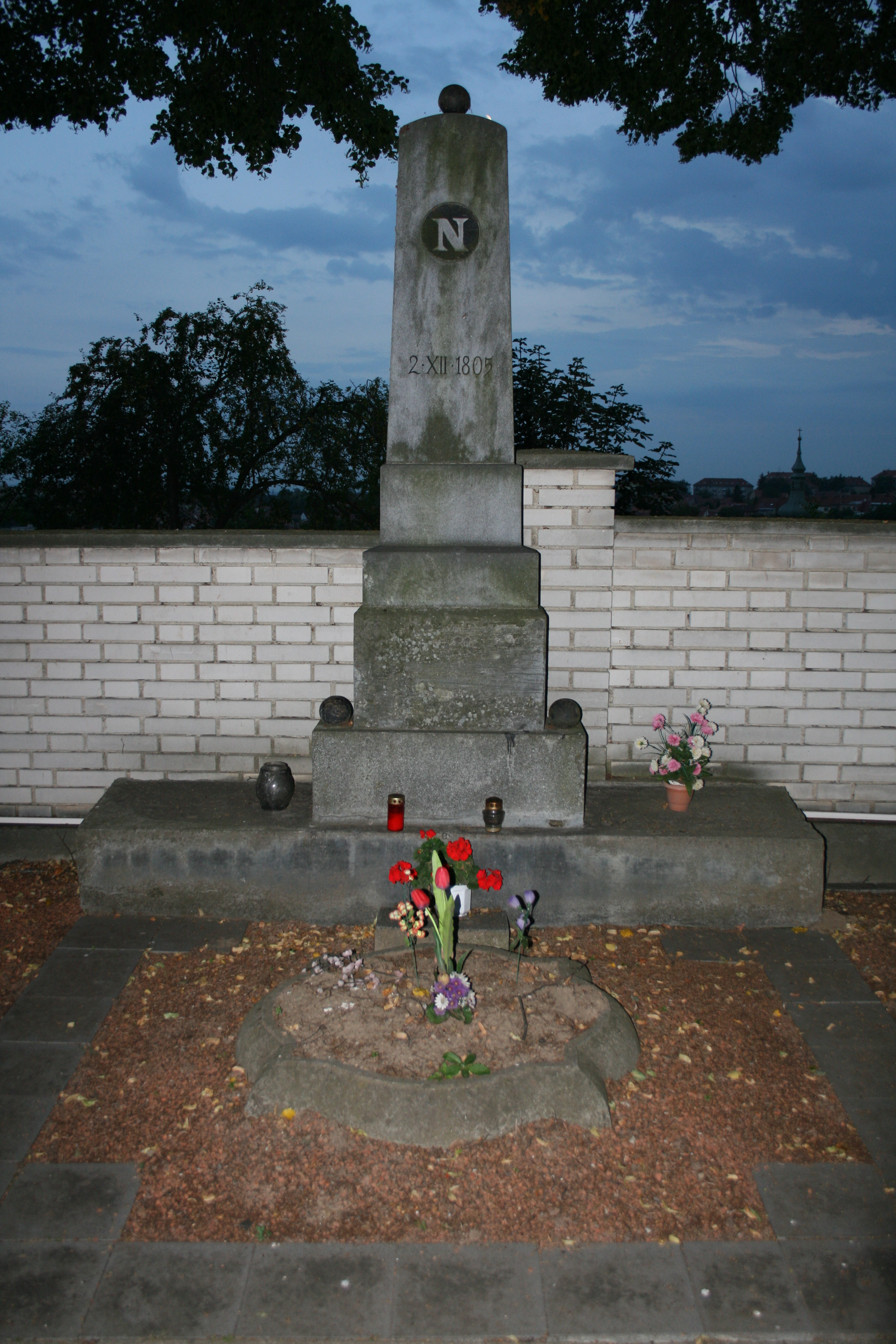
Památník na šlapanickém hřbitově odhalený v roce 1965

Slavkovské muzeum – od roku 1963 přejmenované na Muzeum napoleonských válek a ohlasu francouzské revoluce – ke 160. výročí bitvy připravilo a 1. srpna 1965 v sedmi přízemních místnostech severního zámeckého křídla otevřelo novou podobu tematické expozice dle libreta Michaela Vaňáčka pod názvem Morava v době napoleonských válek. V termínu výročí se ve Slavkově uskutečnil vzpomínkový večer s přednáškami i přednesem poezie a prohlídkou výstavy. Ve Šlapanicích byl 12. prosince téhož roku odhalen památník neznámým padlým vojákům z bitvy, zdobený iniciálou N a symbolickými dělovými koulemi, a to na hřbitově v místech, kam byly v roce 1850 přeneseny pozůstatky vojáků ze šachtových hrobů na starém hřbitově.
V obcích na slavkovském bojišti vznikl v 60. letech vlastivědný kroužek, jehož iniciátorem byl blažovický výtvarník a historik Antonín Dvořáček spolu se svými bratry, k členům patřili jiříkovický kronikář Václav Štěpánek, telnický historik Josef Kořalník a další. Centrem činnosti kroužku se staly Blažovice, resp. Jiříkovice. Někteří zájemci o napoleonskou tematiku také usilovali o zřízení pobočky francouzské napoleonské společnosti Amitiés internationales Napoleoniennes (AIN) v Brně, při uvolnění politických poměrů v roce 1968 požádali ministerstvo o její registraci, k níž však nikdy nedošlo a okruh těchto lidí tedy působil jen neformálně.

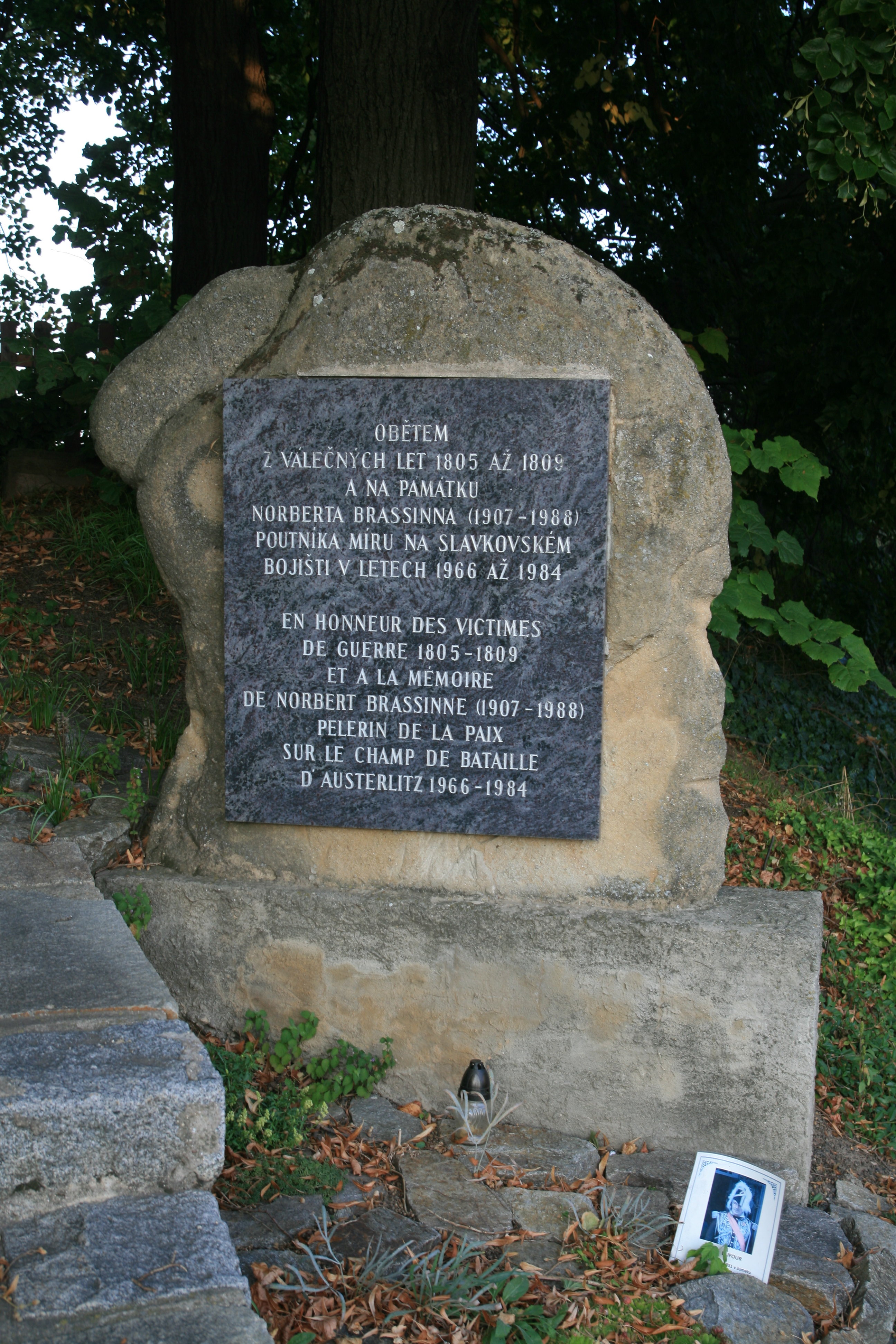
Pomník válečným obětem a N. Brassinovi v Jiříkovicích

Významným impulzem k oživení zájmu se v druhé polovině 60. let staly opakované návštěvy „poutníka míru“ a „posledního Napoleonova granátníka“ Norberta Brassina. Belgický restauratér a hoteliér z bojiště u Waterloo byl velkým Napoleonovým obdivovatelem, spoluzakladatelem několika napoleonských spolků, provozoval malé muzeum s kinem a v uniformě francouzského gardového granátníka navštěvoval místa dalších bitev napoleonských válek. Na slavkovské bojiště zavítal poprvé koncem listopadu 1966, setkal se s některými nadšenci a v předvečer výročí bitvy 1. prosince spolu s jiříkovickými občany zapálil ohně na Žuráni, čímž připomněl vypálení Jiříkovic francouzskou armádou, u Mohyly míru pak 2. prosince držel čestnou stráž, rozhodil prsť z waterlooského bojiště a zazpíval Marseillaisu. Znovu přijel i následujícího roku, v roce 1968 se však kvůli sovětské okupaci nedostavil, v dalších letech už s sebou vozil celý autobus či několik autobusů zájemců z belgických měst. V návštěvách pokračoval i v 70. letech, naposledy zde byl v roce 1984, čtyři roky před svou smrtí. V roce 2000 mu Jiříkovští odhalili pomník na severním okraji obce. Jeho ideovým nástupcem se stal Pierre Orsat z francouzského Lyonu, který slavkovské bojiště začal navštěvovat od 2. prosince 1972 každoročně i se svojí manželkou, rodilou Češkou, a stal se v pořadí pátým prezidentem AIN.
Brassinova houževnatá iniciativa podnítila aktivity místních, např. již v letech 1968 a 1969 kladli jezdci na koních odění v krojích, ale i v historických uniformách (tzv. banderium) věnce na Žuráni a u Mohyly míru. Ujala se též tradice zapalování tzv. Jiříkovických ohňů, která vytrvala i do 21. století. Nadšenci také vybudovali a 15. srpna 1969 v brněnském Tyršově sadu (dříve zrušeném hřbitově) slavnostně odhalili pomník generála Rogera Valhuberta, jediného v bitvě padlého vojáka v takto vysoké hodnosti.

### Sedmdesátá léta
Činnost neformální pobočky AIN po roce 1970 již jen doznívala a v roce 1974 byla ukončena. Naopak sílil cestovní ruch u Mohyly míru, kam v roce 1970 zavítalo 40 tisíc a o pět let později už 50 tisíc návštěvníků. U příležitosti 170. výročí bitvy byl 26. listopadu po 20 letech uspořádán další pietní akt s uložením kosterních pozůstatků, nalezených na Starých vinohradech, v ossariu.
Podobně byl navštěvován i slavkovský zámek, který v 60. a 70. letech prošel generální opravou a v říjnu 1977 byla dokončena i úprava zámeckého parku. Mezitím se změnou zřizovací listiny k 1. červenci 1973 změnil název organizace na Historické muzeum ve Slavkově u Brna a o dva roky později se rozhodnutím kraje coby zřizovatele stalo jediným specializovaným vědeckým pracovištěm se zaměřením na napoleonské památky. Dne 1. dubna 1972 byla zpřístupněna nová podoba napoleonské expozice, která vydržela jen do oprav zámku v roce 1974, od 1. července 1976 pak byla otevřena nová expozice s názvem Napoleon a slavkovská bitva. Při 170. výročí bitvy uspořádalo muzeum přednáškový blok a promítání prvního dílu filmové verze Tolstého Vojny a míru od režiséra Sergeje Bondarčuka.

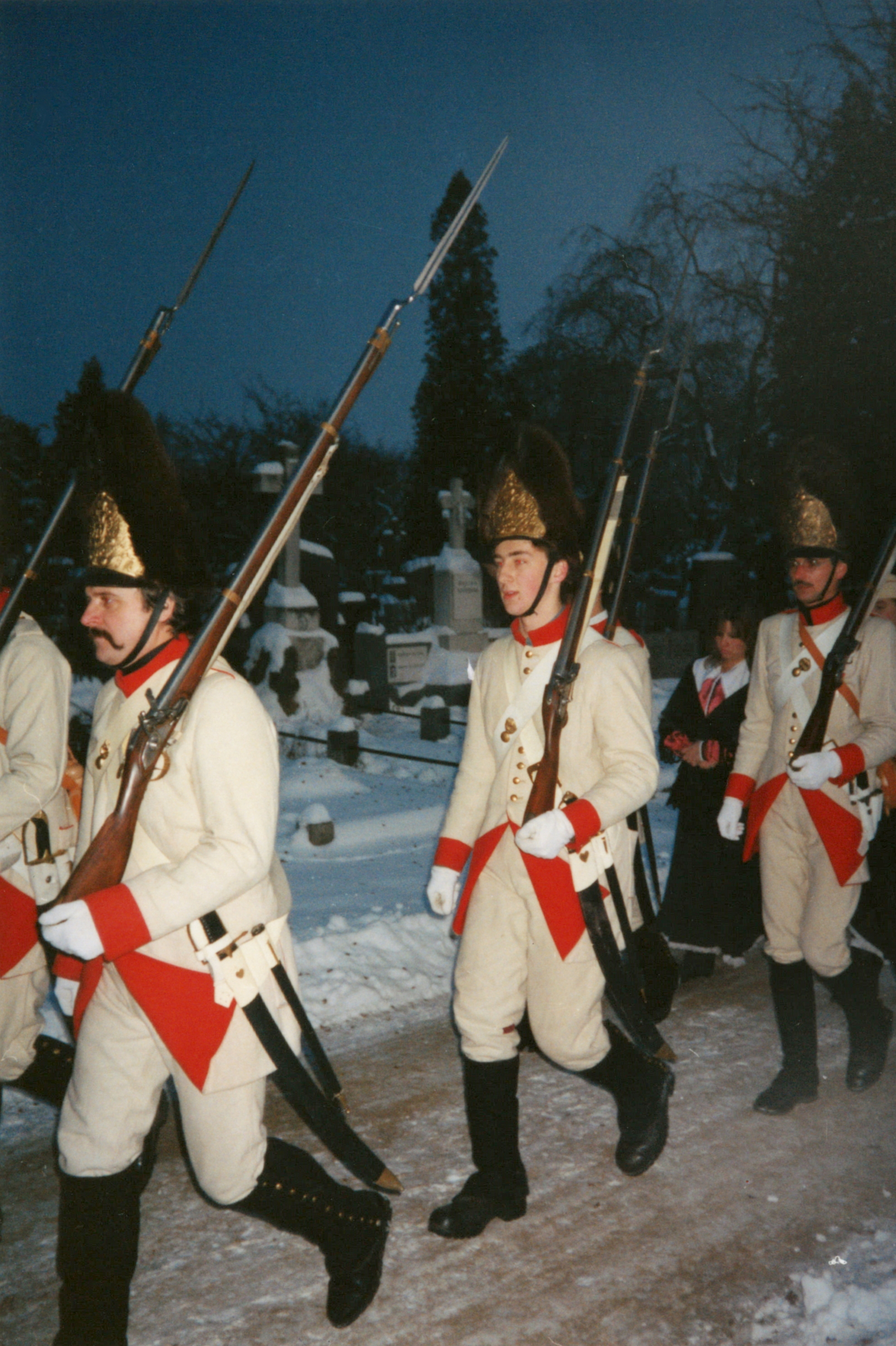
Pochod členů brněnského klubu vojenské historie v uniformách 1. pěšího pluku Kaiser

Již koncem 60. let a na počátku let 70. začaly v Československu vznikat zájmové skupiny sdružující sběratele militárií a zájemce o historické zbraně, zejména pod hlavičkou Svazarmu. Členové těchto klubů vojenské historie, především z Prahy či Ostravy, navštěvovali také výroční akce na slavkovském bojišti. Inspirace těchto skupin a úspěch pietního aktu u Mohyly míru z roku 1975 vedly v květnu 1976 k založení Klubu přátel vojenské historie při svazarmovské organizaci Zbrojovky Brno, který se později v roce 1982 osamostatnil. V Rousínově vznikla v srpnu 1975 částečně recesistická a částečně osvětová Moravská napoleonská společnost z řad zaměstnanců výrobního podniku UP závody Rousínov. Nevelká členská základna pořádala výlety na slavkovské bojiště a zúčastňovala se výročních akcí, odchodem některých členů z podniku koncem roku 1982 zanikla.
Na slavkovské bojiště zavítalo čím dál více uniformovaných nadšenců z Prahy, Josefova, Terezína, Trutnova a dalších míst, rozvíjely se snahy o výrobu replik historické výstroje a výzbroje. Výroční setkání napoleonských zájemců 3. a 4. prosince 1977 bylo zahájeno pietním aktem u Mohyly míru a zahrnovalo i návštěvu muzea. Podobně následujícího roku bylo uspořádáno setkání 2. a 3. prosince, kromě prohlídky slavkovské expozice zahrnovalo opět exkurzi na bojiště a pietní akt u Mohyly míru, promítání filmů i prohlídku sbírkových fondů na Špilberku. Pietnímu aktu podle tehdejších médií přihlíželo 110 účastníků, již s převahou uniformovaných, které doplnilo i 40 francouzských granátníků ve skupině Norberta Brassina. V roce 1979 byla navázána spolupráce i s německou skupinou od Lipska z NDR. Brněnskými ulicemi prošel uniformovaný průvod za zvuků píšťal a bubnů a studenti brněnských vysokých škol podnikli jakousi odlehčenou rekonstrukci bitevních postavení, kterou zopakovali i následujícího roku, kdy se v Praci uskutečnil také ples v dobovém oblečení.
V roce 1979 se ředitelem Historického muzea ve Slavkově stal Dušan Uhlíř, který nabídl brněnskému Klubu přátel vojenské historie spolupráci na organizaci výročních akcí. Předsedou klubu byl tehdy Jan Špatný, k významným osobnostem patřili Vlastimil Schildberger, Vilém Walter či Radim Dufek. V obcích na bojišti také působila další generace nadšenců, mezi nimiž figurovali Karel Ochman z Křenovic, Ladislav Kořalník z Telnice, Stanislav Bajer ze Sivic či Jan Holoubek a Jaroslav Dvořáček z Prace.

### Osmdesátá léta

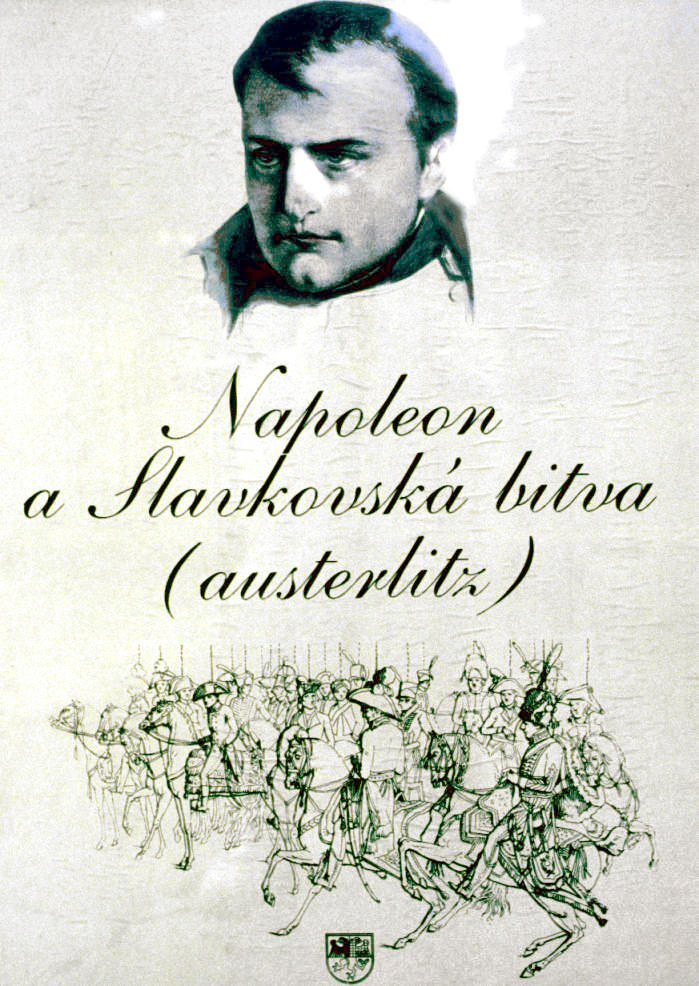
Poutač výstavy na zámku ve Slavkově v 80. letech

Ke 175. výročí bitvy v roce 1980 se tak poprvé na několik dalších let sešlo k organizaci výročních aktivit slavkovské muzeum s brněnským Klubem přátel vojenské historie. Do téhož roku spadá i zahájení výraznějších aktivit ve Tvarožné, kde se angažovali Vladimír Drápal, František Kopecký, Jan Vlček, František Gale a další. V tomto a následujících letech se obvykle konaly přednášky a odborné semináře, projekce filmů, exkurze na bojiště i pietní akty na Mohyle míru. Pokračovala také tradice Jiříkovických ohňů na Žuráni, přerušená jen v roce 1987, kdy byl hlavní organizátor Václav Štěpánek nemocný. V roce 1981 slavkovský program ozvláštnila ukázka historického šermu skupiny Rex a promítal se film Soupeři (1977) režiséra Ridleyho Scotta. V roce 1982 účinkoval soubor Hradišťan vedený Jiřím Pavlicou s písněmi o slavkovské bitvě, z nichž téhož roku nahrál a vydal oceňované album Byla vojna u Slavkova. Premiéru měl půlhodinový dokumentární film Jiřího Demla Pole za Slavkovem, znovu odpromítaný i následujícího roku spolu se snímkem francouzského režiséra Abela Gance Napoleon – bitva u Slavkova (1960).
V roce 1984, kdy se naposledy zúčastnil již značně churavý Norbert Brassine, se ve Slavkově mimo jiné promítal sovětský film Létající husaři (1980) a uskutečnilo se první mezinárodní setkání uniformovaných příznivců na vrcholu kopce Santon u Tvarožné, kde byla na stěně kaple odhalena podobizna francouzského generála Claparèda z dílny místního umělce Vladimíra Drápala. V roce 1984 rovněž vyšla kniha Dušana Uhlíře Slunce nad Slavkovem, která vzbudila značný ohlas a zájem široké veřejnosti. Uhlíř však téhož roku skončil ve vedení slavkovského muzea a jeho nástupcem se stal Jiří Pernes, který zde vytrval do roku 1990.
Na jaře 1985 byl mimo jiné zahájen částečný provoz motorestu Rohlenka, jenž následoval po nedávném dokončení zdejšího úseku dálnice D1, křižující slavkovské bojiště v jeho severní části, a v následujícím období poskytl zázemí pro akce kolem Santonu a Žuráně. Ještě v tomto roce 180. výročí bitvy poprvé přijela do Tvarožné vídeňská skupina Deutschmeister Schützenkorps a vojáci v historických uniformách předvedli ukázku zteče přes původní zákopy na Santonu. Obsáhlý program ve Slavkově zahrnoval kromě přednášek také projekci Bondarčukova filmu Waterloo (1970). O pietním setkání na Mohyle míru tehdejší deník Rovnost referoval: „...včera se konala mírová manifestace u státního památníku Mohyla míru. Předseda jihomoravské Krajské mírové rady Miroslav Kuzbas na ní odsoudil imperialistické války a připomněl utrpení, které přinesly.“
Pokračující normalizační klima ve státě napoleonské téma nadále spíše tabuizovalo. Politické orgány se snažily rostoucí hnutí na slavkovském bojišti využít pro své účely, a když se to nedařilo, došlo na zákazy. Činnost klubů vojenské historie pod Svazarmem byla oficiálně prezentována ve vztahu ke sportovní střelbě a repliky historických zbraní byly dlouhodobě spíš jen trpěny. Tento rozpor v roce 1985 či 1986 dospěl k formálnímu zrušení brněnského klubu vojenské historie a jeho převedení na „střeleckou organizaci“. V roce 1986 pak byly jakékoli napoleonské akce ve Slavkově úředně zakázány, centrem aktivit se tak stala obec Tvarožná.

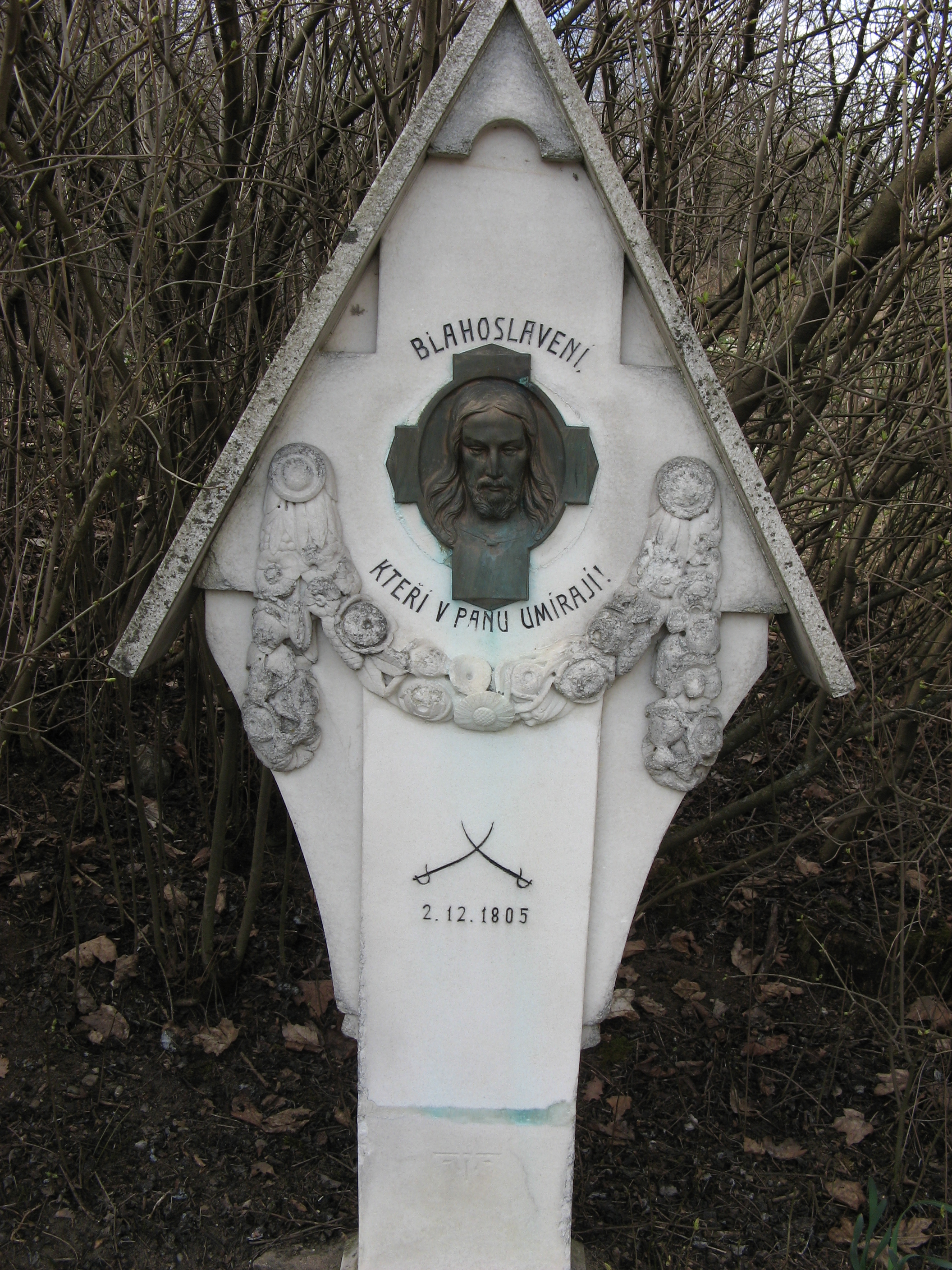
Pomník postavený v roce 1987 na úbočí Santonu

Aktivity jako průzkum historických zákopů na Santonu nebo zkušební sondy v místech předpokládaných hromadných hrobů v průběhu roku 1986 byly brněnskou střeleckou organizací prezentovány jako sportovně-branné akce. Mezitím vznikl nový klub vojenské historie ve Znojmě. A zatímco ve Slavkově se v prosinci konaly přednášky na téma „Francouzská buržoazní revoluce a dnešek“ a promítal se film Jeana Renoira Marseillaisa (1938), ve tvaroženském kině se promítal historický velkofilm Napoleon, čemuž předcházelo inscenované dobývání Santonu uniformovanými jednotkami a odhalení podobizen generálů Bagrationa a Valhuberta na zdejší kapli. Na jaře 1987 byla odmítnuta žádost o zřízení sekce vojenské historie při Muzejní a vlastivědné společnosti v Brně, a tak vznikl samostatný klub vojenské historie při Okresním muzeu Brno-venkov s předsedou Vlastimilem Schildbergerem starším. Při výročních událostech na konci listopadu 1987 byl mimo jiné na úbočí Santonu při pěšině k jeho vrcholu slavnostně odhalen mramorový pomník padlým.
V květnu 1988 byla na temeni Santonu u příležitosti 700. výročí první písemné zmínky o Tvarožné umístěna replika francouzského polního kanónu a na parkoviště u Rohlenky byl téhož roku jako jakýsi poutač umístěn litinový rakouský granátník. Prosincového setkání na Santonu se zúčastnilo několik desítek uniformovaných včetně zástupců z Anglie, Belgie, Východního i Západního Německa, Rakouska a Sovětského svazu za přihlížení více než tisíce diváků a v sále tvaroženského kulturního domu následoval empírový bál. Dne 2. prosince 1988 také proběhla ustavující schůze nově sestavené skupiny nadšenců při muzejní radě slavkovského muzea „Historický klub“, jejíž prioritou bylo zdokumentování nemovitých památek ze slavkovské bitvy pro potřeby prosazování památkové ochrany i popularizace bojiště.
V srpnu 1989 se ve vídeňském Schönbrunnu a Hofburgu u příležitosti 200. výročí Velké francouzské revoluce a 180. výročí bitev u Aspern, Wagramu a Znojma konala za mezinárodní účasti několikadenní připomínka včetně bitevní ukázky a součástí programu se stala i návštěva slavkovského bojiště. Účastníci 20. srpna na Mohyle míru položili věnce, odpoledne si prohlédli výstavu medailí ve slavkovském muzeu a na zámku uspořádali uniformovanou přehlídku s ukázkou bitevní šarvátky v podání asi 150 vojáků. Akce však proběhla bez povolení úřadů a pořadatelé byli následně vyšetřováni. Po zlomových událostech 17. listopadu proběhly prosincové výroční akce v podobě pátečního pochodu Brnem a zapálení Jiříkovických ohňů na Žuráni, sobotní bitevní rekonstrukce na poli pod Santonem a nedělního položení věnců na Mohyle míru.

### Devadesátá léta

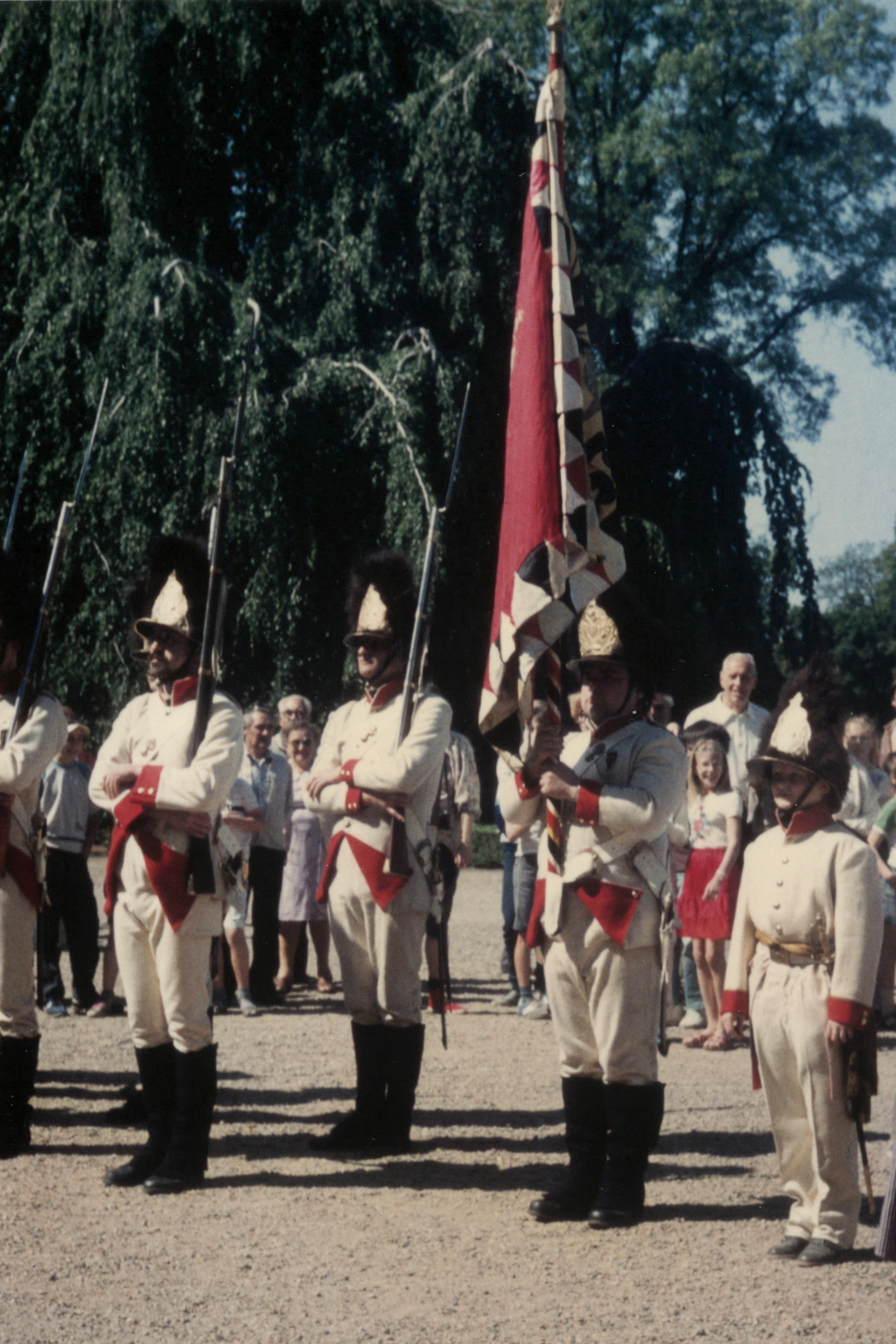
Nástup jednotek v zámeckém parku ve Slavkově 19. května 1990

Nové společenské poměry přinesly uvolnění podmínek sdružování a zájmových činností, takže dříve poloilegální a relativně skromné akce mohly nabývat na rozsahu, získávaly oficiální podporu a využívaly se k podpoře cestovního ruchu a propagaci regionu, zároveň se však objevovaly problémy nové a dosud neznámé, jako byla např. výstavba supermarketu u Rohlenky nebo bojkoty akcí, čistě nadšenecké pěstování tradic také začalo narážet na nelítostné ekonomické limity a zákonitosti volného trhu.
Symbolicky už 2. prosince 1989 vydala své programové prohlášení Československá napoleonská společnost (ČSNS) se sídlem ve Slavkově, která se přihlásila k odkazu své prvorepublikové předchůdkyně a 12. ledna 1990 uspořádala svoji ustavující schůzi. Předsedou společnosti se stal Jan Špatný, který téhož roku vystřídal Jiřího Pernese ve vedení slavkovského muzea, a členská základna se postupně rozrostla téměř ke dvěma stovkám. Později téhož roku vznikla také Československá společnost vojenské historie (ČSVH) a přihlásila se ke členství v nedávno v Curychu ustavené Evropské unii uniformovaných a střeleckých sborů v rámci UNESCO, v prvních letech získala pobočky téměř ve 20 městech Československa.
Pochod uniformovaných jednotek městem, ukázky bitevních scén a jiná představení se uskutečnily v parku slavkovského zámku již v sobotu 19. května 1990 u příležitosti Mezinárodního dne muzeí. K aktivitám na bojišti přibylo 14. července také výročí dobytí Bastily. V pátek 30. listopadu proběhlo v Brně shromáždění u Valhubertova pomníku v Tyršově sadu následované pochodem do Denisových sadů pod Petrovem a následným přejezdem na Žuráň k tradičním Jiříkovickým ohňům. K bitevní rekonstrukci pod Santonem se v sobotu sešlo na 300 uniformovaných účastníků a kolem 10 tisíc přihlížejících včetně francouzského velvyslance Jeana Guéguinona a člena francouzského generálního štábu Maurice Schmitta. Vídeňská jednotka Deutschmeister Schützenkorps při té příležitosti věnovala Tvarožné dioráma bitvy. Večer napoleonští vojáci asistovali při komponovaném ohňostroji Theatrum pyrobolli v parku slavkovského zámku. Při nedělním pietním aktu se poprvé po letech konala katolická, pravoslavná a evangelická bohoslužba za padlé vojáky.

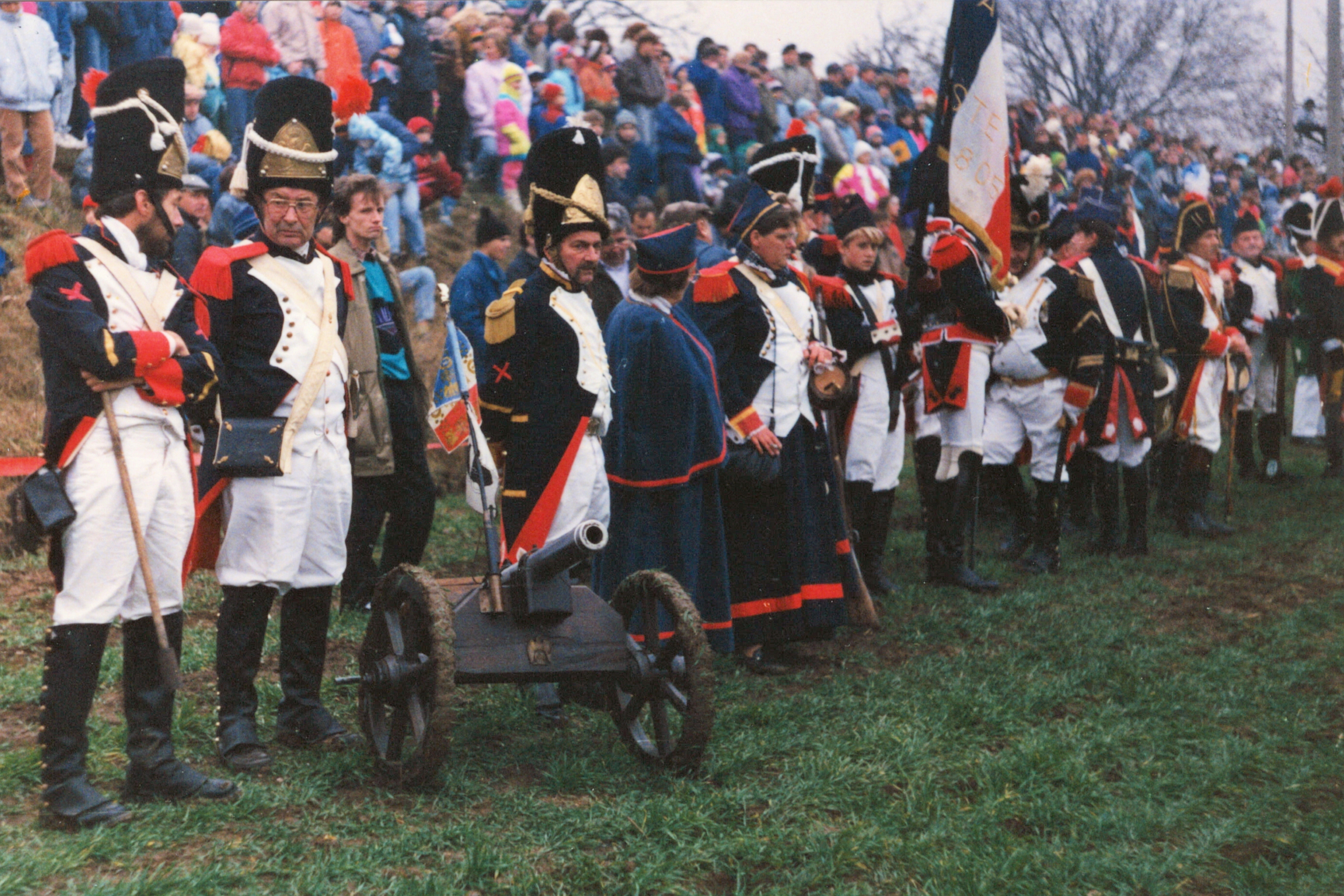
Belgická jednotka ve francouzských uniformách pod Santonem 30. listopadu 1991.

Výroční akce roku 1991 předznamenalo už 15. listopadu otevření výstavy Slavkov 1805 – bitva tří císařů v Domě stavbařů v brněnské Dominikánské ulici, 25. listopadu doplněné přednáškou Dušana Uhlíře. Ve středu 27. listopadu už následoval propagační pochod Brnem. Z Vídně pochodovali někteří účastníci v historických uniformách mezi 25. a 27. listopadem po vzoru generála Frianta. Na slavkovském zámku v pátek 29. listopadu převzali zástupci 18 obcí a měst z okresů Brno-město a Vyškov deklaraci o vyhlášení 120 km2 slavkovského bojiště chráněným územím. Zatímco ve Slavkově probíhal v sobotu 30. listopadu přes den dobový jarmark, ve Tvarožné to byla přehlídka zručnosti uniformovaných jednotek. Hlavním organizátorem programu pod Santonem byla ČSVH se sídlem v Brně a sponzorem a producentem se stala poprvé firma Davay Miroslava Jandory, která se však už předchozího roku na akcích podílela. Bitevní rekonstrukce, zakončená ohňostrojem ze Santonu, se účastnilo asi 400 uniformovaných a 3 tisíce přihlížejících včetně francouzského velvyslance Jeana Guéguinona a princezny Alix Therése Henriette Bonaparte, manželka Ludvíka Bonaparta, potomka nejmladšího Napoleonova bratra Jérôma.

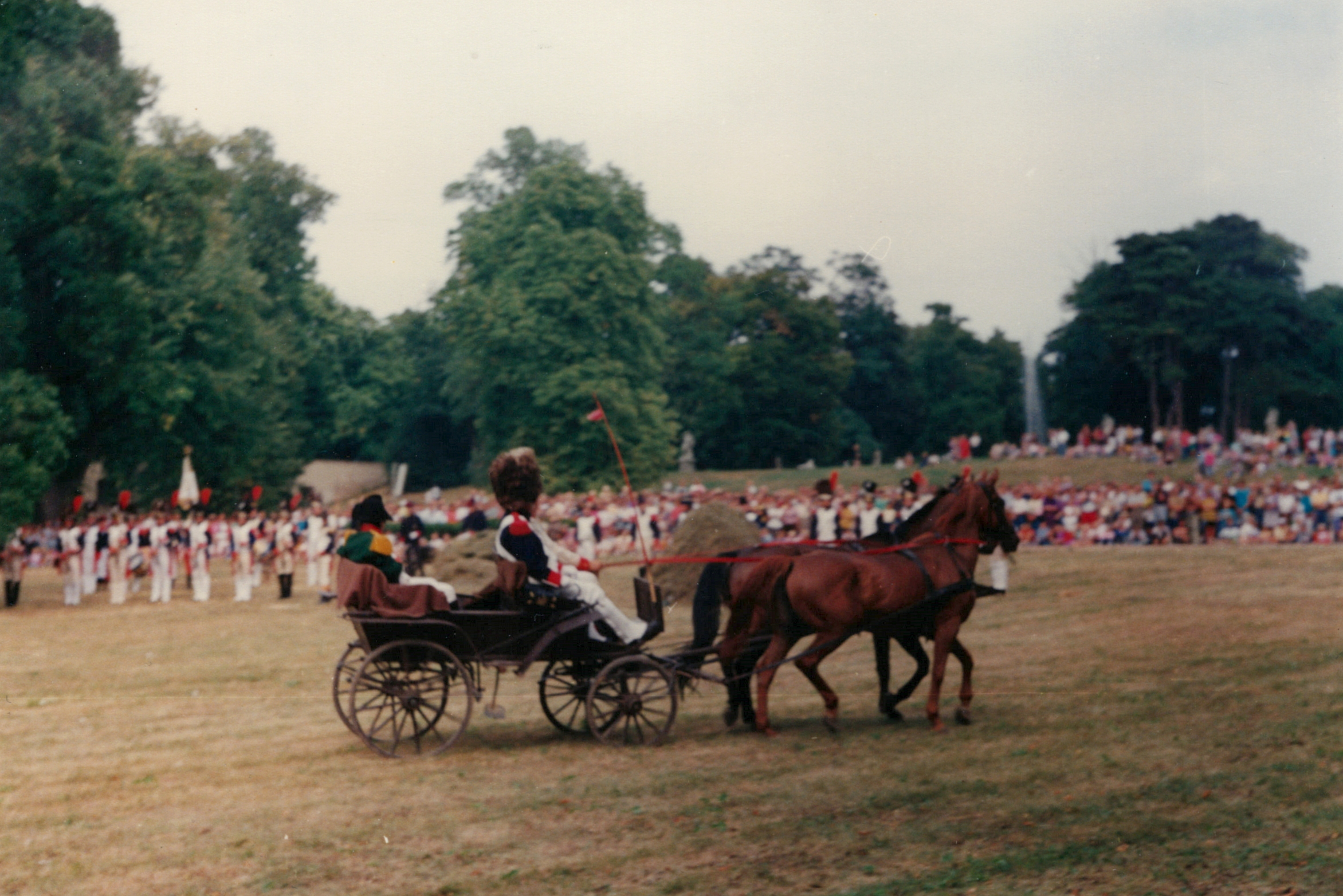
Představitel francouzského císaře při 1. Napoleonském dni ve Slavkově 15. srpna 1992.

V roce 1992 založily obce na bojišti Nadaci Mohyly míru se sídlem ve Šlapanicích a jejím předsedou se stal ředitel Okresního muzea Brno-venkov Antonín Reček. V sobotu 15. srpna 1992, v den Napoleonových 223. narozenin se ve Slavkově uskutečnil první Napoleonský den za účasti 120 uniformovaných a asi 3,5 tisíce, případně až 5 tisíc přihlížejících. V neděli pak došlo k dalšímu uložení pozůstatků vojáků z roku 1805 do ossaria kaple Mohyly míru, prvnímu po roce 1975.

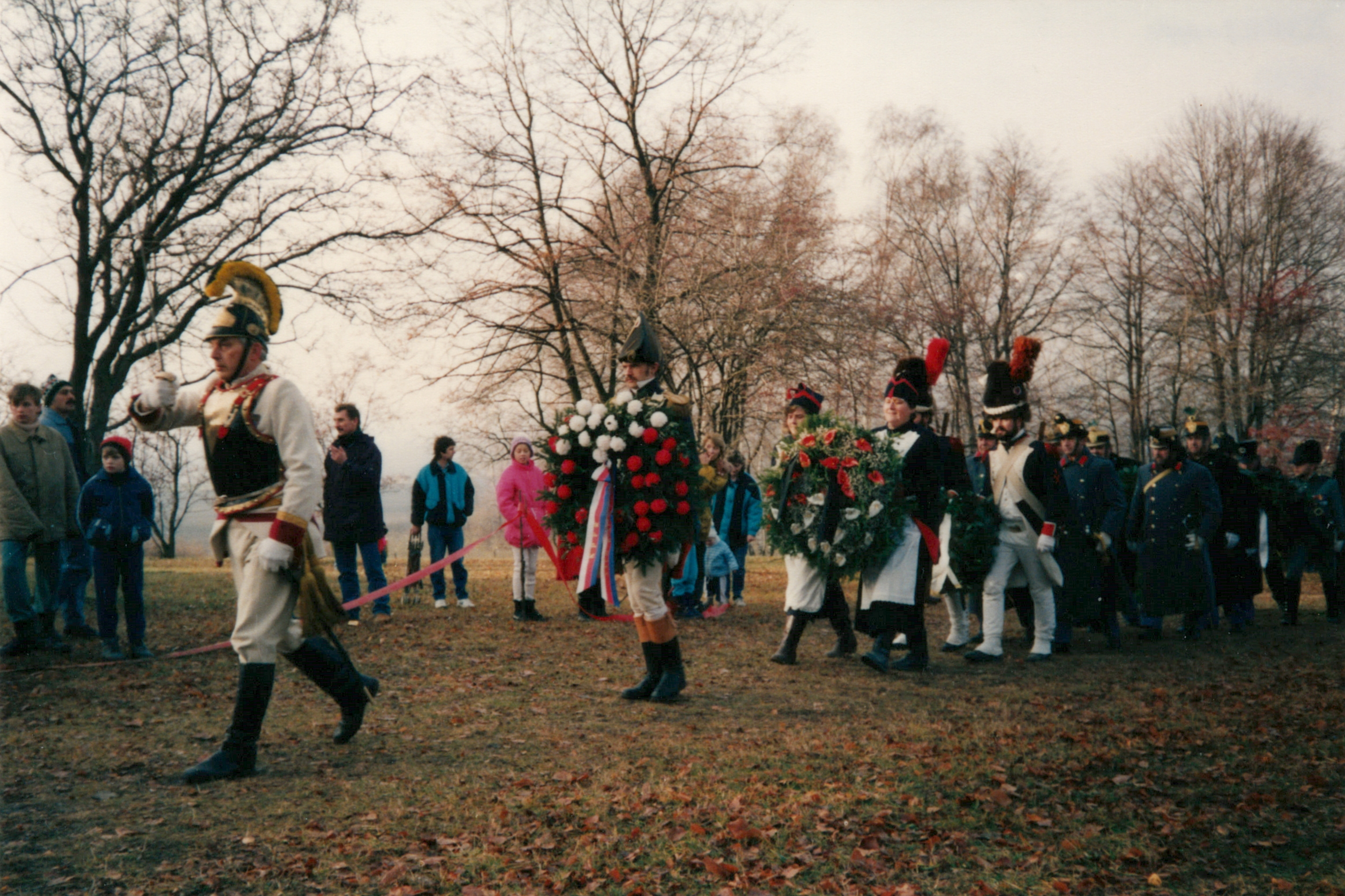
Kladení věnců do kaple Mohyly míru 29. listopadu 1992.

Propagační pochod Brnem prošel roku 1992 opět již ve středu 25. listopadu. V pátek následovaly na Žuráni Jiříkovické ohně spolu s odhalením reinstalované mapy bojiště na zdejším památníku. Dříve toho roku totiž došlo k pokusu o její odcizení, a proto byl originál mapy uložen na obecním úřadě v Podolí a na památník následně umístěna kopie. V sobotu 28. listopadu probíhaly na tvaroženské návsi ukázky vojenského ležení a odpolední bitevní rekonstrukce pod Santonem se zúčastnilo 400 uniformovaných a asi 8 tisíc přihlížejících. V neděli se pak po pietním aktu na Mohyle míru uskutečnilo vysvěcení nově obnovených božích muk na Starých vinohradech u Blažovic, poškozených v 50. letech. Byla tak založena tradice výročních pobožností na tomto místě. Následujícího víkendu 5. prosince se ve Slavkově na náměstí uskutečnil Napoleonský běh jakožto obdoba dřívějšího Běhu míru.